# Bite Down Hard
Bite Down Hard è il terzo album dei Britny Fox, uscito nel novembre 1991 per l'Etichetta Eastwest Records.
L'album venne ri-realizzato il 17 gennaio 2006 per la Wounded Bird Records.

## Il disco
Dopo l'abbandono del frontman Dean Davidson, la band cercò a tutti i costi di continuare il progetto, che in precedenza aveva fatto guadagnare fama e fortuna alla band di Philadelphia. Mentre quindi Davidson formerà i Blackeyed Susan per dare sfogo alle sue esigenze che col tempo divennero più colte e "blueseggianti", i Britny Fox alla ricerca di un nuovo dotato singer, si rivolsero a John Corabi, all'epoca fontman dei The Scream. Corabi non accettò però la proposta, e dopo aver a lungo cercato, si imbatterono in Tommy Paris. Certo il periodo non era dei migliori con l'ondata grunge alle porte, ma la band assetata di successo tentò disperatamente di risollevare la loro breve popolarità, dovuta soprattutto al debut, ma perché no, anche al seguito. Il passo più grande, fu quello di sostituire Davidson nel songwriting, nel quale quest'ultimo si era rivelato in precedenza un maestro. "Dizzy" Dean infatti era il principale contributore di tutti i brani del gruppo, con qualche rara ed occasionale partecipazione di Smith ed il defunto Destra (per un totale di quattro brani scritti con la collaborazione di questi). In sua assenza sorprendentemente il quartetto riuscì a comporre un ottimo album, magari con sonorità meno "vellutate" ed anzi più grezze ed aggressive, ma in ogni caso degno dei suoi predecessori. Malgrado l'album si presentasse stilisticamente competitivo, anche nel songwriting, alla sua pubblicazione passò inosservato, forse anche a causa del pregiudizio sull'assenza di Davidson, che prima di quel momento era stato il solo ed unico leader e fondatore della band, ma soprattutto a causa del cambio di tendenze musicali capeggiate dal dirompente fenomeno grunge. Nonostante sia stato l'album più ignorato della band, fu l'unico che presentava delle partecipazioni straordinarie: il chitarrista di Ozzy Osbourne Zakk Wylde nel incendiario brano d'apertura "Six Guns Loaded", ed il batterista dei Poison Rikki Rockett nella cover dei The Sensational Alex Harvey Band "Midnight Moses". Fra gli album più sottovalutati del quartetto, "Bite Down Hard", prodotto da John Purdell e Duane Baron, riuscì nell'intento di conquistare l'ascoltatore, ma le tendenze ormai in fase di cambiamento, non lasciarono più posto al hard & heavy anni 80. Probabilmente, se il disco fosse uscito un paio d'anni prima, avrebbe avuto più esiti, ma rimane in ogni caso un disco da non sottovalutare e da non lasciare nel dimenticatoio.

## Tracce
1. Six Guns Loaded (Paris, Smith)
2. Louder (Childs, Paris)
3. Liar (Childs, Paris)
4. Closer to your Love (Childs, Paris)
5. Over and Out (Childs, Paris)
6. Shot from my Gun (Paris, Smith)
7. Black and White (Childs, Dee, Paris, Smith)
8. Look my Way (Childs, Paris)
9. Lonely too Long (Paris, Smith)
10. Midnight Moses (Harvey) (The Sensational Alex Harvey Band Cover)

## Formazione
- Tommy Paris: Voce, Chitarra
- Michael Kelly Smith: Chitarra
- Billy Childs: Basso
- Johnny Dee: Batteria

### Membri Esterni
- Zakk Wylde - chitarra nella traccia "01. Six Guns Loaded"
- Rikki Rockett - batteria nella traccia "10. Midnight Moses"